# Podgornoje (Kaliningrad, Bagrationowsk)
Podgornoje (Подгорное, deutsch Penken, Kattlack und Seeben)  ist ein Ort in der russischen Oblast Kaliningrad. Er gehört zur kommunalen Selbstverwaltungseinheit Stadtkreis Bagrationowsk im Rajon Bagrationowsk. 
Die Ortsstelle Kattlack ist verlassen. Dafür gehört zu Podgornoje auch der ehemalige deutsche Ort Seeben, der russisch zunächst Gruschewka hieß.

## Geographische Lage
Podgornoje liegt am See namens Osero Krasni Lutsch zwölf Kilometer nordwestlich der Rajonshauptstadt und früheren Kreisstadt Bagrationowsk (Preußisch Eylau) an einer Nebenstraße, die nahe Strelnja (Schultitten) von der russischen Regionalstraße 27A017 (ex A 195, ehemalige deutsche Reichsstraße 128) abzweigt und über Krasnosnamenskoje (Dollstädt) bis nach Pogranitschnoje (Hussehnen) und Bogatowo (Rositten) im russisch-polnischen Grenzgebiet führt. Eine Bahnanbindung besteht nicht.

## Geschichte
Das ehemalige Penken geht in seiner Gründung auf die Zeit um 1400 zurück. 
Am 7. Mai 1874 wurde es Sitz und namensgebender Ort des neu errichteten Amtsbezirks Penken, zu dem außer dem Gutsbezirk Penken noch die beiden Landgemeinden Dollstädt (heute russisch: Krasnosnamenskoje) und Seeben (russisch: Gruschewka, nicht mehr existent) gehörten. Der Amtsbezirk lag im Bereich des Landkreises Preußisch Eylau im Regierungsbezirk Königsberg der preußischen Provinz Ostpreußen. Am 1. Dezember 1910 zählte Penken 483 Einwohner.
Am 30. September 1928 verlor Penken seine Eigenständigkeit, als die Vorwerke Dollstädt und Zwangshof (russisch Lugowoje) in die Landgemeinde Dollstädt (Krasnosnamenskoje) und der übrige Ort in die Landgemeinde Seeben (Gruschewka) eingemeindet wurden. Am 28. Mai 1930 erfuhr der Amtsbezirk Penken folgerichtig die Umbenennung in „Amtsbezirk Seeben“.
Infolge des Zweiten Weltkrieges kamen Penken und Kattlack 1945 mit dem nördlichen Ostpreußen zur Sowjetunion und erhielten 1947 gemeinsam die russische Bezeichnung Podgornoje. Gleichzeitig wurde der Ort in den Dorfsowjet Puschkinski selski Sowet im Rajon Bagrationowsk eingeordnet. Vor 1975 wurde Podgornoje an den Nachbarort Gruschewka (Seeben) angeschlossen. Im Jahr 1997 wurde umgekehrt der Ort Gruschewka (wieder) in Podgornoje umbenannt. Von 2008 bis 2016 gehörte Podgornoje zur Landgemeinde Dolgorukowskoje selskoje posselenije und seither zum Stadtkreis Bagrationowsk.

## Kirche
Mehrheitlich war die Bevölkerung Penkens vor 1945 evangelischer Konfession. Sie war in das Kirchspiel Dollstädt (heute russisch: Krasnosnamenskoje) im Kirchenkreis Preußisch Eylau (Bagrationowsk) in der Kirchenprovinz Ostpreußen der Kirche der Altpreußischen Union eingepfarrt. Letzter deutscher Geistlicher war Pfarrer Herbert Wensky.
Heute liegt Podgornoje im Einzugsgebiet der Dorfkirchengemeinde in Gwardeiskoje (Mühlhausen). Sie ist Filialgemeinde der Auferstehungskirche in Kaliningrad (Königsberg) innerhalb der Propstei Kaliningrad der Evangelisch-lutherischen Kirche Europäisches Russland (ELKER).

## Persönlichkeiten des Ortes
- Constantin Guido von Podewils (* 30. März 1703 in Penken; † 1762), königlich preußischer Generalmajor